# 斯特凡诺·马林韦尔尼
斯特凡诺·马林韦尔尼（義大利語：Stefano Malinverni，1959年5月14日—），意大利男子田径运动员，主攻400米。他曾代表意大利参加1980年夏季奥林匹克运动会田径比赛，获得男子4×400米接力铜牌。